# Юзефіна (Свентокшиське воєводство)
Юзефіна (пол. Józefina) — село в Польщі, у гміні Лопушно Келецького повіту Свентокшиського воєводства.
Населення — 298 осіб (2011).
У 1975-1998 роках село належало до Келецького воєводства.

## Демографія
Демографічна структура на день 31 березня 2011 року:
|          | Загалом | Допрацездатний вік | Працездатний вік | Постпрацездатний вік |
| -------- | ------- | ------------------ | ---------------- | -------------------- |
| Чоловіки | 138     | 31                 | 93               | 14                   |
| Жінки    | 160     | 37                 | 92               | 31                   |
| Разом    | 298     | 68                 | 185              | 45                   |